# Gravlången (Rommele socken, Västergötland)
Gravlången är en sjö i Lilla Edets kommun och Trollhättans kommun i Västergötland och ingår i Göta älvs huvudavrinningsområde. Sjön är 10 meter djup, har en yta på 2,84 kvadratkilometer och är belägen 45,5 meter över havet. Sjön avvattnas av vattendraget Lillån. Den nordöstra delen av sjön benämns Kalltorpssjön.

## Delavrinningsområde
Gravlången ingår i det delavrinningsområde (645340-128975) som SMHI kallar för Utloppet av Gravlången. Medelhöjden är 71 meter över havet och ytan är 32,8 kvadratkilometer. Det finns inga avrinningsområden uppströms utan avrinningsområdet är högsta punkten. Lillån som avvattnar avrinningsområdet har biflödesordning 4, vilket innebär att vattnet flödar genom totalt 4 vattendrag innan det når havet efter 77 kilometer. Avrinningsområdet består mestadels av skog (59 procent), öppen mark (13 procent) och jordbruk (13 procent). Avrinningsområdet har 3,01 kvadratkilometer vattenytor vilket ger det en sjöprocent på 9,2 procent.